# Live A Live
Live A Live (ライブ・ア・ライブ, Raibu A Raibu) é um jogo eletrônico de RPG desenvolvido e publicado pela Square. Ele foi lançado exclusivamente para o Super Famicom apenas no Japão em 2 de setembro de 1994.
O sistema de batalha do jogo lembra um RPG Tático (ou ainda RPG de estratégia), no qual o jogador guia personagens por um campo de batalha quadrado com um formato de 7x7, tentando atacar os seus inimigos mantendo-se fora do alcance deles, para não ser atingido por seus respectivos golpes. O HP dos personagens é automaticamente curado logo após cada batalha, e suas habilidades não dependem de MP. Em vez dos comandos "luta", "magia" e "habilidades especiais", cada personagem tem várias habilidades de comando de ataque (cerca de uma dúzia) que têm efeitos diferentes.

## Capítulos
Live A Live usa capítulos de variados temas, com linhas temporais desde a pré-história até um futuro próximo, e configurações incluindo ficção científica, faroeste e Japão Feudal. Cada capítulo tem um único e próprio tema, estilo artístico, e estrutura jogável. Primeiramente, os diferentes capítulos não têm aparente ligação uns com os outros, a conclusão final e o objetivo do jogo só são mostrados nos capítulos oitavo e nono, que são subsequentemente descobertos depois dos sete primeiros serem completos (em uma ordem qualquer, escolhida pelo jogador). O nono capítulo reúne o resto do jogo no mundo do oitavo, permitindo o recrutamento dos personagens dos jogos anteriores por um líder principal escolhido pelo jogador. os capítulos são os seguintes:

## Desenvolvimento

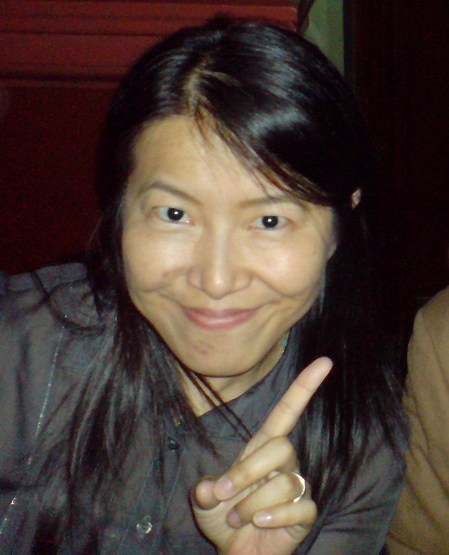
Compositora de Video Game, Yoko Shimomura

Os personagens de cada um dos capítulos do jogo foram ilustrados por um grupo de diferentes artistas de mangá envolvendo Yoshihide Fujiwara, Yoshinori Kobayashi, Osamu Ishiwata, Yumi Tamura, Ryōji Minagawa, Gosho Aoyama e Kazuhiko Shimamoto.

### Trilha sonora
A trilha sonora de Live A Live foi produzida por Yoko Shimomura. The Live A Live Original Sound Version, um único CD contendo 41 músicas, foi lançado em 25 de agosto de 1994. Um mini CD promocional vinha incluso com o "Live A Live Perfect Strategy Guide Book" (Livro-Guia de Estratégia Perfeita para Live A Live). Ele continha duas faixas extras, e foi lançado em 21 de outubro de 1994. Ambos os itens foram lançados pela NTT Publishing. Em 2008, as faixas "The Bird Flies in the Sky, the Fish Swims in the River" e "Forgotten Wings" foram incluídas em "Drammatica: The Very Best of Yoko Shimomura", uma compilação dos trabalhos da autora na SquareEnix.

## Recepção
No lançamento, Famicom Tsūshin marcou o jogo de 29 em 40. Em 2011, a GamePro incluiu na lista dos 14 melhores JRPGs que não foram lançados em inglês, acrescentando que "o rumor que o jogo estava inicialmente previsto para um lançamento nos EUA, deixando sua ausência aguardar ainda mais".

## Outras Aparências
As músicas "Birds in the Sky, Fish in the River" e "Megalomania" aparecem no jogo de ação de ritmo Theatrhythm Final Fantasy: Curtain Call, como músicas jogáveis através de conteúdo para download. Ao jogar "Megalomania", o palco musical apresenta a montanha Demon King, com Oersted e Straybow confrontando-se no fundo.